# 克里特科納 (印第安納州)
克里特科納（英語：Kriete Corner）是位於美國印第安納州傑克遜縣的一個非建制地區。該地的面積和人口皆未知。